# Tournoi de Londres de rugby à sept 2001
Navigation
2002
Le Tournoi de Londres de rugby à sept 2001 (anglais : London rugby sevens 2001) est la 8e et avant-dernière étape de la saison 2000-2001 du IRB Sevens World Series. Elle se déroule les 26 et 28 mai 2001 au Stade de Twickenham à Londres, en Angleterre.
La victoire finale revient à l'équipe de Nouvelle-Zélande, battant en finale l'équipe d'Australie sur le score de 19 à 12.

## Équipes participantes
Seize équipes participent au tournoi :
- Afrique du Sud
- Angleterre
- Argentine
- Australie
- Canada
- Espagne
- Fidji
- France
- Pays de Galles
- Géorgie
- Indes occidentales
- Nouvelle-Zélande
- Portugal
- Russie
- Samoa
- Écosse

## Phase de poules

### Poule A
| Rang | Pays             | J | V | N | D | Pm  | Pe | Diff | Pts |
| ---- | ---------------- | - | - | - | - | --- | -- | ---- | --- |
| 1    | Nouvelle-Zélande | 3 | 3 | 0 | 0 | 114 | 5  | +109 | 9   |
| 2    | Canada           | 3 | 2 | 0 | 1 | 36  | 53 | -17  | 7   |
| 3    | Russie           | 3 | 1 | 0 | 2 | 29  | 76 | -47  | 5   |
| 4    | Géorgie          | 3 | 0 | 0 | 3 | 19  | 64 | -45  | 3   |

|  | Nouvelle-Zélande | 29 - 0 | Canada | Stade de Twickenham, Londres |
|  |                  |        |        | Stade de Twickenham, Londres |
|  |                  |        |        | Stade de Twickenham, Londres |

|  | Russie | 14 - 5 | Géorgie | Stade de Twickenham, Londres |
|  |        |        |         | Stade de Twickenham, Londres |
|  |        |        |         | Stade de Twickenham, Londres |

|  | Canada | 19 - 14 | Géorgie | Stade de Twickenham, Londres |
|  |        |         |         | Stade de Twickenham, Londres |
|  |        |         |         | Stade de Twickenham, Londres |

|  | Nouvelle-Zélande | 54 - 5 | Russie | Stade de Twickenham, Londres |
|  |                  |        |        | Stade de Twickenham, Londres |
|  |                  |        |        | Stade de Twickenham, Londres |

|  | Canada | 17 - 10 | Russie | Stade de Twickenham, Londres |
|  |        |         |        | Stade de Twickenham, Londres |
|  |        |         |        | Stade de Twickenham, Londres |

|  | Nouvelle-Zélande | 31 - 0 | Géorgie | Stade de Twickenham, Londres |
|  |                  |        |         | Stade de Twickenham, Londres |
|  |                  |        |         | Stade de Twickenham, Londres |

### Poule B
| Rang | Pays      | J | V | N | D | Pm | Pe  | Diff | Pts |
| ---- | --------- | - | - | - | - | -- | --- | ---- | --- |
| 1    | Australie | 3 | 3 | 0 | 0 | 92 | 5   | +87  | 9   |
| 2    | Argentine | 3 | 1 | 0 | 2 | 36 | 43  | -7   | 5   |
| 3    | France    | 3 | 1 | 0 | 2 | 26 | 41  | -15  | 5   |
| 4    | Espagne   | 3 | 1 | 0 | 2 | 36 | 101 | -65  | 5   |

|  | Australie | 19 - 0 | Argentine | Stade de Twickenham, Londres |
|  |           |        |           | Stade de Twickenham, Londres |
|  |           |        |           | Stade de Twickenham, Londres |

|  | France | 21 - 12 | Espagne | Stade de Twickenham, Londres |
|  |        |         |         | Stade de Twickenham, Londres |
|  |        |         |         | Stade de Twickenham, Londres |

|  | Argentine | 17 - 0 | France | Stade de Twickenham, Londres |
|  |           |        |        | Stade de Twickenham, Londres |
|  |           |        |        | Stade de Twickenham, Londres |

|  | Australie | 61 - 0 | Espagne | Stade de Twickenham, Londres |
|  |           |        |         | Stade de Twickenham, Londres |
|  |           |        |         | Stade de Twickenham, Londres |

|  | Espagne | 24 - 19 | Argentine | Stade de Twickenham, Londres |
|  |         |         |           | Stade de Twickenham, Londres |
|  |         |         |           | Stade de Twickenham, Londres |

|  | Australie | 12 - 5 | France | Stade de Twickenham, Londres |
|  |           |        |        | Stade de Twickenham, Londres |
|  |           |        |        | Stade de Twickenham, Londres |

### Poule C
| Rang | Pays           | J | V | N | D | Pm | Pe | Diff | Pts |
| ---- | -------------- | - | - | - | - | -- | -- | ---- | --- |
| 1    | Afrique du Sud | 3 | 3 | 0 | 0 | 64 | 33 | +31  | 9   |
| 2    | Fidji          | 3 | 2 | 0 | 1 | 76 | 41 | +35  | 7   |
| 3    | Écosse         | 3 | 1 | 0 | 2 | 39 | 57 | -18  | 5   |
| 4    | Portugal       | 3 | 0 | 0 | 3 | 33 | 81 | -48  | 3   |

|  | Afrique du Sud | 17 - 14 | Fidji | Stade de Twickenham, Londres |
|  |                |         |       | Stade de Twickenham, Londres |
|  |                |         |       | Stade de Twickenham, Londres |

|  | Écosse | 17 - 12 | Portugal | Stade de Twickenham, Londres |
|  |        |         |          | Stade de Twickenham, Londres |
|  |        |         |          | Stade de Twickenham, Londres |

|  | Afrique du Sud | 28 - 7 | Portugal | Stade de Twickenham, Londres |
|  |                |        |          | Stade de Twickenham, Londres |
|  |                |        |          | Stade de Twickenham, Londres |

|  | Fidji | 26 - 10 | Écosse | Stade de Twickenham, Londres |
|  |       |         |        | Stade de Twickenham, Londres |
|  |       |         |        | Stade de Twickenham, Londres |

|  | Afrique du Sud | 19 - 12 | Écosse | Stade de Twickenham, Londres |
|  |                |         |        | Stade de Twickenham, Londres |
|  |                |         |        | Stade de Twickenham, Londres |

|  | Fidji | 36 - 14 | Portugal | Stade de Twickenham, Londres |
|  |       |         |          | Stade de Twickenham, Londres |
|  |       |         |          | Stade de Twickenham, Londres |

### Poule D
| Rang | Pays               | J | V | N | D | Pm | Pe  | Diff | Pts |
| ---- | ------------------ | - | - | - | - | -- | --- | ---- | --- |
| 1    | Angleterre         | 3 | 3 | 0 | 0 | 77 | 24  | +53  | 9   |
| 2    | Samoa              | 3 | 2 | 0 | 1 | 98 | 27  | +71  | 7   |
| 3    | Pays de Galles     | 3 | 1 | 0 | 2 | 36 | 57  | -21  | 5   |
| 4    | Indes occidentales | 3 | 0 | 0 | 3 | 19 | 122 | -103 | 3   |

|  | Angleterre | 22 - 19 | Samoa | Stade de Twickenham, Londres |
|  |            |         |       | Stade de Twickenham, Londres |
|  |            |         |       | Stade de Twickenham, Londres |

|  | Pays de Galles | 31 - 14 | Indes occidentales | Stade de Twickenham, Londres |
|  |                |         |                    | Stade de Twickenham, Londres |
|  |                |         |                    | Stade de Twickenham, Londres |

|  | Angleterre | 19 - 0 | Pays de Galles | Stade de Twickenham, Londres |
|  |            |        |                | Stade de Twickenham, Londres |
|  |            |        |                | Stade de Twickenham, Londres |

|  | Samoa | 55 - 0 | Indes occidentales | Stade de Twickenham, Londres |
|  |       |        |                    | Stade de Twickenham, Londres |
|  |       |        |                    | Stade de Twickenham, Londres |

|  | Angleterre | 36 - 5 | Indes occidentales | Stade de Twickenham, Londres |
|  |            |        |                    | Stade de Twickenham, Londres |
|  |            |        |                    | Stade de Twickenham, Londres |

|  | Samoa | 24 - 5 | Pays de Galles | Stade de Twickenham, Londres |
|  |       |        |                | Stade de Twickenham, Londres |
|  |       |        |                | Stade de Twickenham, Londres |

## Phase finale
Résultats de la phase finale

### Tournois principaux

#### Cup
|  | Quarts de finale | Quarts de finale |                  |    | Demi-finales | Demi-finales |  |  | Finale | Finale |
|  | Quarts de finale | Quarts de finale |                  |    | Demi-finales | Demi-finales |  |  | Finale | Finale |
|  |                  |                  |                  |    |              |              |  |  |        |        |
|  |                  |                  |                  |    |              |              |  |  |        |        |
|  |                  |                  |                  |    |              |              |  |  |        |        |
|  | Nouvelle-Zélande | 28               |                  |    |              |              |  |  |        |        |
|  | Nouvelle-Zélande | 28               |                  |    |              |              |  |  |        |        |
|  | Argentine        | 12               |                  |    |              |              |  |  |        |        |
|  | Argentine        | 12               | Nouvelle-Zélande | 15 |              |              |  |  |        |        |
|  |                  |                  | Nouvelle-Zélande | 15 |              |              |  |  |        |        |
|  |                  | Fidji            | 7                |    |              |              |  |  |        |        |
|  | Fidji            | Fidji            | 7                | 14 |              |              |  |  |        |        |
|  | Fidji            |                  |                  | 14 |              |              |  |  |        |        |
|  | Angleterre       | 12               |                  |    |              |              |  |  |        |        |
|  | Angleterre       | 12               | Nouvelle-Zélande | 19 |              |              |  |  |        |        |
|  |                  |                  | Nouvelle-Zélande | 19 |              |              |  |  |        |        |
|  |                  | Australie        | 12               |    |              |              |  |  |        |        |
|  | Australie        | Australie        | 12               | 33 |              |              |  |  |        |        |
|  | Australie        |                  |                  | 33 |              |              |  |  |        |        |
|  | Canada           | 12               |                  |    |              |              |  |  |        |        |
|  | Canada           | 12               | Australie        | 33 |              |              |  |  |        |        |
|  |                  |                  | Australie        | 33 |              |              |  |  |        |        |
|  |                  | Samoa            | 17               |    |              |              |  |  |        |        |
|  | Samoa            | Samoa            | 17               | 21 |              |              |  |  |        |        |
|  | Samoa            |                  |                  | 21 |              |              |  |  |        |        |
|  | Afrique du Sud   | 14               |                  |    |              |              |  |  |        |        |
|  | Afrique du Sud   | 14               |                  |    |              |              |  |  |        |        |

#### Bowl
|  | Quarts de finale   | Quarts de finale |                |    | Demi-finales | Demi-finales |  |  | Finale | Finale |
|  | Quarts de finale   | Quarts de finale |                |    | Demi-finales | Demi-finales |  |  | Finale | Finale |
|  |                    |                  |                |    |              |              |  |  |        |        |
|  |                    |                  |                |    |              |              |  |  |        |        |
|  |                    |                  |                |    |              |              |  |  |        |        |
|  | Pays de Galles     | 15               |                |    |              |              |  |  |        |        |
|  | Pays de Galles     | 15               |                |    |              |              |  |  |        |        |
|  | Portugal           | 12               |                |    |              |              |  |  |        |        |
|  | Portugal           | 12               | Pays de Galles | 33 |              |              |  |  |        |        |
|  |                    |                  | Pays de Galles | 33 |              |              |  |  |        |        |
|  |                    | Russie           | 12             |    |              |              |  |  |        |        |
|  | Russie             | Russie           | 12             | 26 |              |              |  |  |        |        |
|  | Russie             |                  |                | 26 |              |              |  |  |        |        |
|  | Espagne            | 5                |                |    |              |              |  |  |        |        |
|  | Espagne            | 5                | Pays de Galles | 31 |              |              |  |  |        |        |
|  |                    |                  | Pays de Galles | 31 |              |              |  |  |        |        |
|  |                    | Écosse           | 19             |    |              |              |  |  |        |        |
|  | Écosse             | Écosse           | 19             | 44 |              |              |  |  |        |        |
|  | Écosse             |                  |                | 44 |              |              |  |  |        |        |
|  | Indes occidentales | 0                |                |    |              |              |  |  |        |        |
|  | Indes occidentales | 0                | Écosse         | 19 |              |              |  |  |        |        |
|  |                    |                  | Écosse         | 19 |              |              |  |  |        |        |
|  |                    | Géorgie          | 14             |    |              |              |  |  |        |        |
|  | Géorgie            | Géorgie          | 14             | 17 |              |              |  |  |        |        |
|  | Géorgie            |                  |                | 17 |              |              |  |  |        |        |
|  | France             | 12               |                |    |              |              |  |  |        |        |
|  | France             | 12               |                |    |              |              |  |  |        |        |

### Matchs de classement

#### Plate
|  | Demi-finales   | Demi-finales |                |    | Finale | Finale |
|  | Demi-finales   | Demi-finales |                |    | Finale | Finale |
|  |                |              |                |    |        |        |
|  |                |              |                |    |        |        |
|  |                |              |                |    |        |        |
|  | Afrique du Sud | 43           |                |    |        |        |
|  | Afrique du Sud | 43           |                |    |        |        |
|  | Canada         | 0            |                |    |        |        |
|  | Canada         | 0            | Afrique du Sud | 31 |        |        |
|  |                |              | Afrique du Sud | 31 |        |        |
|  |                | Angleterre   | 7              |    |        |        |
|  | Angleterre     | Angleterre   | 7              | 33 |        |        |
|  | Angleterre     |              |                | 33 |        |        |
|  | Argentine      | 14           |                |    |        |        |
|  | Argentine      | 14           |                |    |        |        |

## Bilan
Statistiques sportives
- Meilleur marqueur du tournoi :  Mike Blair (7 essais)
- Meilleur réalisateur du tournoi :  Julian Huxley (42 points)

Affluences